# V Eridani
V Eridani är en halvregelbunden variabel av SRB-typ i stjärnbilden Eridanus. 
Stjärnan har en visuell magnitud som varierar mellan +8,32 och 9,46 med en period av 287,1 dygn.